# Eladio Acosta Arteaga
Eladio Acosta Arteaga (Medellín; 9 de abril de 1916-Medellín, 30 de enero de 2012) fue un prelado colombiano de la Iglesia católica. Se desempeñó como arzobispo de Santa Fe de Antioquia.

## Biografía
Arteaga nació en la comuna número 12 La América de Medellín en 1916 y fue ordenado sacerdote el 7 de agosto de 1949, en la Sociedad de Vida Apostólica de la Congregación de Jesús y María. Arteaga fue nombrado obispo de la Arquidiócesis de Santa Fe de Antioquia, el 6 de marzo de 1970 por el papa Pablo VI. Permaneció en la diócesis hasta su jubilación el 10 de octubre de 1992, cuando presentó la renuncia al papa Juan Pablo II por motivos de edad. Murió en 2012, a la edad de 95 años.